# Phthonoloba angustifasciata
Phthonoloba angustifasciata är en fjärilsart som beskrevs av Inoue 1976. Phthonoloba angustifasciata ingår i släktet Phthonoloba och familjen mätare. Inga underarter finns listade i Catalogue of Life.